# .su
.su este un domeniu de internet de nivel superior, pentru URSS (ccTLD).